# Вардун
Вардун (болг. Вардун) — село в Болгарии. Находится в Тырговиштской области, входит в общину Тырговиште. Население составляет 1144 человека (2022).

## Политическая ситуация
В местном кметстве Вардун, в состав которого входит Вардун, должность кмета (старосты) исполняет Али Салиев Хасанов (Движение за права и свободы (ДПС)) по результатам выборов.
Кмет (мэр) общины Тырговиште — Красимир Митев Мирев (инициативный комитет) по результатам выборов.